# Trường Sơn (nghệ sĩ)
Trường Sơn (sinh năm 1950) là nghệ sĩ cải lương, nghệ sĩ ưu tú Việt Nam. Ông được coi là cây đại thụ của Cải lương Hồ Quảng Việt Nam 

## Tiểu sử và sự nghiệp
Thành phố Hồ Chí Minh mảnh đất ấy ông đã ở từ khi mới chào đời vào năm 1950, tuổi Canh Dần. Cha ông là nghệ sĩ Bảy Đực, tay trống rất giỏi của đoàn hát bội Vĩnh Xuân – Khánh Hồng, rồi tiếp luôn là đoàn hồ quảng Minh Tơ – Khánh Hồng. Mỗi ngày ông nghe lời ca tiếng hát rót bên tai, rồi tham gia đoàn Đồng Ấu Minh Tơ, được thầy Minh Tơ dạy từng điệu bộ, cách ca. Bạn nhí của ông là những Bửu Truyện, Thanh Tòng, Thanh Loan, Xuân Yến... con nhà nòi của dòng họ Minh Tơ. Một lớp trẻ bắt đầu tỏa sáng, đặc biệt Trường Sơn, Thanh Tòng thành công rực rỡ trong các vai kép võ như Lữ Bố, Triệu Tử Long, Quan Công, Chu Du, Tống Nhân Tông...
Năm 1972, tuồng hồ quảng được ái mộ trên đài truyền hình và bán vé ào ào tại sân khấu, thì Trường Sơn là một trong những cái tên ăn khách. Sau giải phóng, ông phải chạy xe ôm một thời gian, nhưng khi đoàn Minh Tơ có giấy phép biểu diễn trở lại thì ông tiếp tục tỏa sáng với hàng loạt vai như Bao Công (Bao Công vô lò gạch), Lý Đạo Thành (Câu thơ yên ngựa), Tô Hiến Thành (Tô Hiến Thành xử án), Phạm Cự Chích (Bão táp Nguyên Phong)...
Ông là chồng của cô đào Thanh Loan, nghĩa là rể của nghệ sĩ Minh Tơ. Hai người sinh ra ba cô con gái Ngọc Trinh, Tú Sương, Thanh Thảo đều theo cải lương. Chưa kể hai con với người vợ trước (cô đào Thanh Ngọc) là Tuấn Sang, Thanh Uyên cũng nối nghiệp mẹ cha. Như vậy, gia đình ông đóng góp vào gia phả của nghệ sĩ Thành Tôn, Minh Tơ, Khánh Hồng đến đời thứ 5. Mới đây, khi phát hiện cô bé Hồng Quyên, con của Tú Sương, cũng ca hát rất say mê, thì ông tràn trề hy vọng cải lương sẽ truyền đến đời thứ 6.

## Các vỡ cải lương từng tham gia
Bao công của cải lương Việt Nam trong các vỡ
- Bích Vân cung kì án
- Triều Vương quận chúa
- Vụ án Vương Ngọc Tuyền

Ngoài ra còn các vỡ
- Dương gia tướng (vai Dương Nghiệp)
- Xử án Bàng Quí Phi (vai Bàng Thái sư Bàng Hồng)
- Phàn Lê Huê báo gia cừu
- Công chúa Đồ Lư (vai Tần Huỳnh, Tần Thúc Bảo)
- Câu Thơ Yên Ngựa (vai Lý Đạo Thành)
- Giang San Mỹ Nhân (vai Bá Hỷ)
- Thất thủ Tô Cô Thành (vai Ngũ Tử Tư)